# Carola Nasdala
Carola Nasdala (* 27. September 1961 in Magdeburg) ist eine deutsche Violinistin.

## Leben
Carola Nasdala wuchs in Magdeburg auf und erhielt ihren ersten Geigenunterricht bei Karl-Georg Deutsch. Bereits mit neun Jahren wurde sie an die Spezialschule für Musik Weimar aufgenommen. Anschließend studierte sie an der Hochschule für Musik Franz Liszt Weimar bei Fritz Ehlers, Jörg Hofmann und Jost Witter. Ihre Fähigkeiten erweiterte sie in Meisterkursen bei André Gertler, Thomas Brandis und Wolfgang Marschner.
1977 gründete sie mit Andreas Schulik, Frank Strauch und Kleif Carnarius das Nasdala-Quartett. Das Streichquartett begann seine Ausbildung u. a. bei Karl Suske (Gewandhaus-Quartett), erhielt ein Zusatzstudium beim Smetana-Quartett in Prag, besuchte Meisterkurse beim Amadeus-Quartett und nahm erfolgreich an internationalen Quartettwettbewerben teil. Das Ensemble machte neben diversen Rundfunk- und Fernsehaufnahmen Konzertreisen durch zahlreiche europäische Länder, sowie nach Russland und Nordkorea; es gab u. a. Quartettkonzerte im Gewandhaus Leipzig und im Salzburger Mozarteum.
Schon damals trat sie häufig als Solistin mit verschiedenen Orchestern auf, u. a. auf einer Konzertreise mit der Staatskapelle Weimar nach Russland und ins Baltikum. Außerdem gab sie regelmäßig Kammermusik-Abende in der Besetzung Violine/Klavier und spielte Aufnahmen für den Rundfunk ein.
1988 zog sie nach Kassel, wo sie mit der Cellistin Claudia Schwarze ein Duo und später das Trio Triton gründete. Das Trio gastierte u. a. beim Schleswig-Holstein-Musikfestival, in der Musikhalle Hamburg, sowie im Ausland (Israel, Luxemburg, Schweiz). Das Ensemble nahm außerdem CDs auf und produzierte Aufnahmen für den Funk.
Als Geigen- und Kammermusikpädagogin lehrte sie 1987/88 an der Franz-Liszt-Hochschule Weimar sowie von 1990 bis 1994 am Konservatorium Osnabrück. In dieser Zeit engagierte sie sich auch als Jurorin bei „Jugend musiziert“.
Seit 1994 lebt sie in Köln und ist stellvertretende Stimmführerin im WDR Sinfonieorchester Köln. Neben der umfangreichen internationalen Konzerttätigkeit betreut sie als Dozentin Projekte des NRW-Jugendorchesters.

## Aufnahmen
- Duos für Cello und Geige, Werke von Joseph Haydn, Zoltán Kodály, Maurice Ravel und Johan Halvorsen, mit Claudia Schwarze (Violoncello), Erfurt 2001
- TRIO TRITON, Klaviertrios von Bedřich Smetana (op. 15) und Dmitri Schostakowitsch (op. 67), LC-Nr. 11920, Erfurt/Berlin 2002

## Auszeichnungen
- 2 Mendelssohn-Stipendien des Ministeriums für Kultur der DDR
- 1982 3. Preis beim Internationalen Violin-Wettbewerb Louis Spohr, Freiburg
- 1985 Förderpreis der Fred-Malige-Stiftung der Stadt Leipzig
- 1986 3. Preis beim Violinwettbewerb Jeunesses Musicales, Belgrad
- 1986 3. Preis und Sonderpreis beim Concours International de Quatuor à Cordes in Evian, Frankreich
- 1988 Mozart-Preis beim Quartett-Wettbewerb des ORF in Salzburg
- 1992 Kasseler Kunstpreis